# Swiss Institute of Directors
Swiss Institute of Directors (SIoD) ist ein in St. Gallen, Schweiz, ansässiger Verein, der den gezielten Wissens- und Erfahrungsaustausch unter aktiven Verwaltungsrätinnen und Verwaltungsräten von Unternehmen und Organisationen und Verbänden in der Schweiz bezweckt.
Darüber hinaus engagiert sich der Verein für die Entwicklung und Überprüfung von Best Practice Corporate Governance respektive Unternehmensführungs-Richtlinien für verschiedene Wirtschaftssektoren, für die Vertretung der Schweizer Board-Praxis in internationalen Vereinigungen, in der Governance-Kurs-Zertifizierungen und -Akkreditierungen in der Schweiz.
Der Verein SIoD ist Mitglied des globalen Verbandes Global Network of Director Institutes.
Der Vorstand besteht aus einem Präsidenten, einem Vizepräsident und je einem Vertreter aus jeder Sprachregion (deutsch, französisch, italienisch).

## Auszeichnungen für Unternehmen mit vorbildlichen Vergütungskonzepten
Das Swiss Institute of Directors (SIoD) setzt sich seit 2010 unter anderem das Ziel, in der Schweiz kotierte Unternehmen mit vorbildlichen Vergütungskonzepten zu finden und auszuzeichnen. Dafür untersucht das SIoD in Zusammenarbeit mit der Universität Luzern die in der Schweiz kotierten Unternehmen. Die Preisverleihung findet alle drei Jahre statt. Es werden die drei besten Vergütungssysteme prämiert.

### Selektion
Die Selektion der drei Preisträger unter den in der Schweiz kotierten Unternehmen basierte auf folgenden drei Hauptkriterien der Studie von Martin Hilb zum Thema: Neues integriertes Konzept der VR-, GL- und Personal-Honorierung, 3. Auflage, Haupt-Verlag, Bern 2017:
«1. Interne FairnessAlle –, Geschäftsleitungs (GL)- und Personalpositionen eines börsenkotierten Unternehmens sollten in das gleiche Funktionsbewerungskonzept integriert sein (d.h. z. B. der CEO muss ebenfalls integriert sein und darf nicht von den übrigen Geschäftsleitungs (GL)-Mitgliedern unangemessen abheben).
2. Externe FairnessDie Vergütungsgerechtigkeit des Gesamtpakets aller Positionsinhaber auf Verwaltungsrats (VR)- und Geschäftsleitungs (GL)-Ebene soll aufgrund eines objektiven Vergleichs mit relevanten Vergütungsmarktkonkurrenten erfolgen (und nicht im Falle eines CEOs z. B. nur mit US-amerikanischen Mitbewerbern).
3. UnternehmenserfolgsgerechtheitDiese lässt sich durch folgende vier Massnahmen sicherstellen:
(a) Begrenzung des variablen Honorierungsanteils (z.B. für CEOs auf 50 Prozent);
(b) Balance zwischen kurz- und langfristigem Zeithorizont des variablen Anteils (z.B. für CEOs: 50 Prozent auf drei Jahre, 50 Prozent auf ein Jahr);
(c) Bewertungsgrundlage bilden beim variablen Honorierungsanteil sowohl zweckmässige finanzwirtschaftliche Kennzahlen (z.B. Economic Value Added – EVA, Aktienrendite (Total Shareholder Return TSR) als Market Adjusted Performance Indicator (MAPI)), als auch zweckmässige nicht-finanzwirtschaftliche Kennzahlen (z.B. Freiwillige Kunden- und Mitarbeitenden-Loyalität und Firmenreputation), 50:50;
(d) Der variable Anteil wird nur voll ausbezahlt, wenn der Unternehmenserfolg gemäss (c) gleich oder höher ausfällt als derjenige relevanter Mitbewerber.

### Preisträger

#### 2010
1. Platz: Burckhardt Compression
2. Platz: Nestlé
3. Platz: Straumann

#### 2013
1. Platz: Lonza Group
2. Platz: Syngenta
3. Platz: Adecco

#### 2016
1. Platz: Liechtensteinische Landesbank[3][4][5]

1. Platz: Swiss Re
2. Platz: SFS[6]

Die Preisverleihung für das Jahr 2016 wurde vom Präsidenten des Schweizerischen Arbeitgeberverbandes, Valentin Vogt, vorgenommen.
2019
1. Platz: Georg Fischer[7]